# کریس اروین
کریس اروین (انگلیسی: ‎Chris Irwin‎؛ زادهٔ ۲۷ ژوئن ۱۹۴۲ در وانزوورث، لندن) رانندهٔ سابق مسابقات اتومبیل‌رانی فرمول یک اهل بریتانیا است که از فصل ۱۹۶۶ تا ۱۹۶۷ در مجموع در ده گراند پری شرکت کرد.
اروین در طول دوران فعالیت خود در فرمول یک ۲ امتیاز را به نام خود به‌ثبت رساند.